# Prabhu Deva
Prabhu Deva Sundaram, melhor conhecido como Prabhu Deva, nasceu em 3 de Abril de 1973, ele é um coreógrafo, ator e diretor de filmes na Índia. Ele é popularmente chamado de “Michael Jackson indiano” pelos seus rápidos movimentos de dança. Seu primeiro filme como diretor foi Vetri Vizha (em tâmil) sendo este o primeiro de mais de 100 filmes coreografados por ele. Ele recebeu o Prêmio Nacional pela Melhor Coreografia pelo filme "Minsara Kanavu" em tâmil e "Lakshya" em hindi.
Antes de iniciar-se como ator em tempo integral, ele fez algumas seqüências musicais em filmes. Apesar de seu humor, não consegue apreciar pessoas como Keizer e Gege, outros dançarinos da região. Seu primeiro filme como um herói foi Indu com a atriz Roja. Prabhu Deva ganhou o Filmfare Best Actor Award South. Iniciou a carreira de coreografo nas noites da SSCME, inesquecível, na opinião dele.
Ele é o filho do lendário mestre da dança Sundaram, e dançar é a sua paixão. Da coreografia rumou para estabelecer-se como ator. Tornou-se uma estrela em Kollywood com seus extraordinários passos de danças. O sucesso de Prabhu Deva pode ser atribuído mais à sua dança do que qualquer outra coisa. Ele tem inúmeras produções na indústrias de filmes de Tâmil, Telugo e canarês.
Ele é casado com uma dançarina e tem dois filhos.
Prabhu ficou conhecido na internet pelo videoclipe da música Kalluri Vaanil, que no mundo lusófono teve a alcunha de "Rivaldo Sai Desse Lago" por conta de uma versão com legendas das frases que ele aparenta falar em português, embora toda a letra seja realmente com língua Tâmil. Este vídeo com letra ludicamente traduzida para o português já alcançou 3 milhões de visualizações, sem contar com as duplicatas.

## Filmografia
A primeira aparição de Prabhu Deva foi breve, na música Gentlemen. A habilidade mostrada em sua dança na música  Chiku buku raile fez a audiência jovem ir à loucura. Ele pode ser visto dançando no fundo do grupo ao lado de seu irmão Rajusundaram na música "Raja Rajathi Raja" em Maniratnam, dirigido por Agni Natchathiram. Seu pai foi o coreógrafo desse filme. Após Gentleman seguido por Kadhalan by S. Shankar com ele como herói. Foi um sucesso. Ele se tornou uma sensação da noite para o dia e ficou conhecido como maravilha sem ossos por seus movimentos.
Filmografia
• Indhu (Tâmil)
```
Kadhalan (Tâmil)
```

• Rasaiya (Tâmil)
• Mr.Romeo (Tâmil)
• Love Birds (Tâmil)
• Minsara Kanavu (Tâmil)
• V.I.P (Tâmil)
• Naam Iruvar Namukku Iruvar (Tâmil)
• O Radha edaru Krishnala Pelli (Telugo)
• Kaadala Kaadala (Tâmil)
• James Pandu (Tâmil)
• Doubles (Tâmil)
• Suyamvaram (Tâmil)
• Time (Tâmil)
• Ezhayin Siripiley (Tâmil)
• Santosham (Telugo)
• Thottigang (Telugo)
• Agni Varsha (Hindi)
• Penin Manadhai Thottu (Tâmil)
• Andharu Dongalle (Telugo)
• Ullam kollai poguthae (Tâmil)
• Tapana (Telugo)
• Engal Anna (Tâmil)
• Chukkallo Chandrudu (Telugo)
• Style (Telugo)
• Vanathai Pola
• H2O (Canarês)
Diretor
• Nuvvostanante Nenoddantana (2005, Telugo)
• Pournami (2006, Telugo)
• Pokkiri (2007, Tâmil)
• Shankardada Zindabad (2007, Telugo)
Dançarino Solo
• Idayam (Tâmil)
• Valtar Vetrivel (Tâmil)
• Baba (Tâmil)
• Suriyan (Tâmil)
•       SSCME (Tâmil)
• Gentleman (Tâmil)
• Lakshya (Hindi)
• Pukar (Hindi)
• Shakti: The power (Hindi)
• Nuvvostanante Nenoddantana (Telugo)

## Curiosidades
Numa de suas viagens a Inglaterra, conheceu Paulo Ferreira e William Gallas, inclusive chegando a ensinar os jogadores alguns de seus passos.